# Colletes titusensis
Colletes titusensis är en solitär biart som beskrevs av Mitchell 1951. Den ingår i släktet sidenbin och familjen korttungebin. Inga underarter finns listade i Catalogue of Life.

## Beskrivning

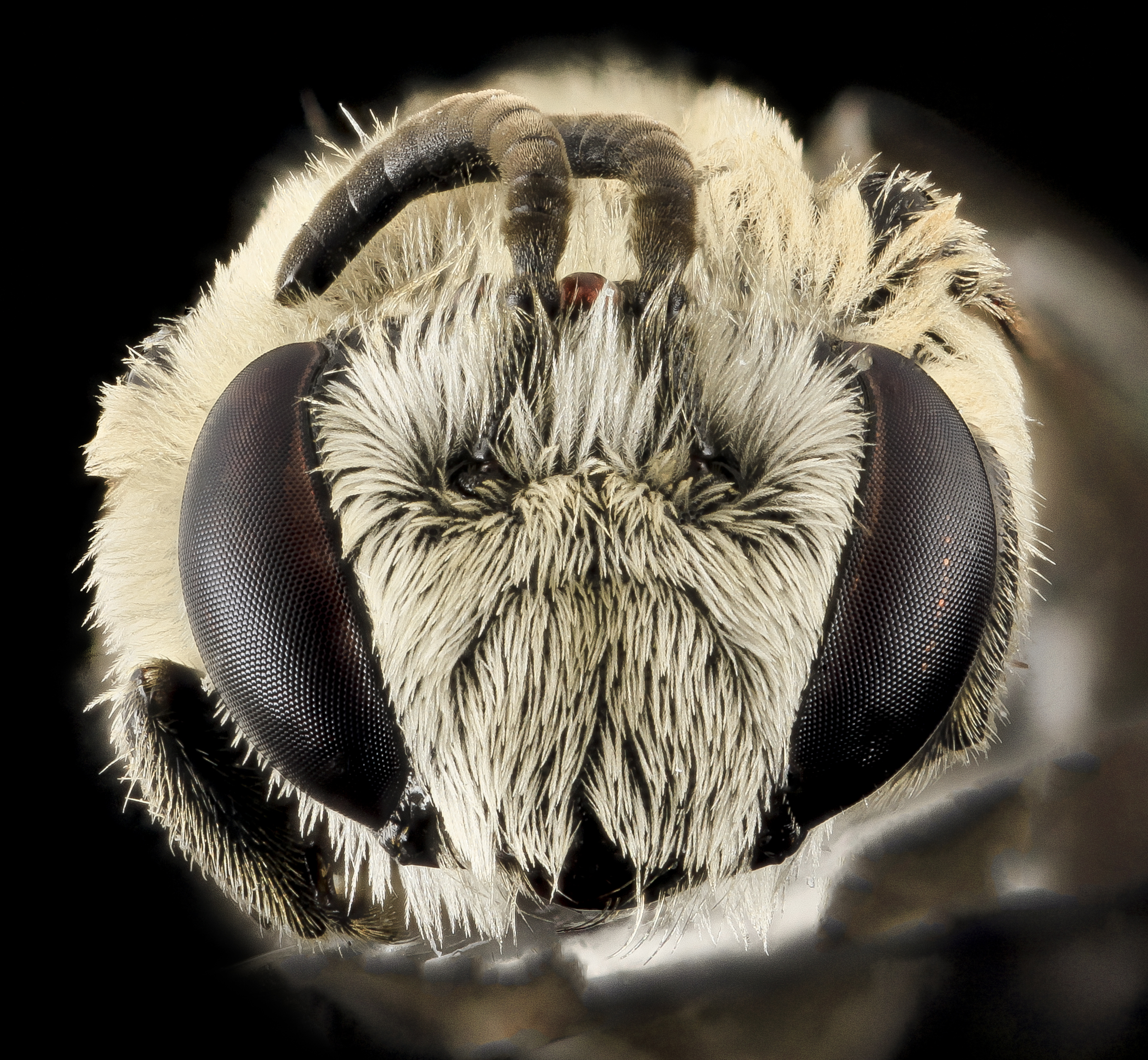
Colletes titusensis, hane, huvud

Ett litet bi med en kroppslängd omkring 8 mm. Huvud, mellankropp och hos honan även benen har vitaktig päls, som får en beige ton på ryggsidan. Tergiternas (ovansidans bakkroppssegment) har vitaktiga hårband längs bakkanterna, hos honan dock med avbrott på de två främsta tergiterna.

## Ekologi
Biet flyger under april till maj, och har påträffats i kustområden. På grund av dess sällsynthet är litet i övrigt känt om det.

## Utbredning
Arten har endast påträffats i tre kustnära counties i mitten av Florida, USA. Den är där klassificerad som Critically Imperiled (ungefär: "kritiskt hotad").